# Comanda de Vallfogona
Comanda de Vallfogona. Comanda templera i, a mitjan s. XIV, hospitalera, al voltant del castell de Vallfogona de Riucorb, sorgida de la senyoria del llinatge dels Queralt i dels seus parents, els Oluja, els quals a la fi del segle xii, el matrimoni de Gombau d'Oluja, nebot del senyor de Santa Coloma de Queralt, i d'Ermessenda, sense descendència, en donaren terres i després el castell, així com ells com a donats. D'aquí que amb adquisicions prèvies i posteriors per part de l'Orde del Temple es creés la sotscomanda templera de Vallfogona, adscrita a la Comanda de Barberà, amb centre a Barberà de la Conca. Comprengué la vila de Vallfogona de Riucorb, la desapareguda Torre de Vallfogona, els Palaus de Vallfogona on s'ubiquen el Molí de la Cadena de Dalt i el de Baix, a la confluència de l'afluent Seniol, ja fusionat amb les de l'afluent del Saladern, on hi hagué el Molí de Saladern, amb el riu Corb. A més a més, en total, fins a set molins hidràulics fariners. A més a més, contenia el llogarret de l'Albió, actualment pertanyent al municipi de Llorac, el qual tenia un castell, així com en algunes èpoques el llogarret de l'Ametlla de Segarra o de Comalats, segons la documentació conservada a l'Arxiu de la Corona d'Aragó, en el fons del Gran Priorat de Catalunya del Sobirà Orde Militar i Hospitalari de Sant Joan de Jerusalem, de Rodes i de Malta, dit modernament Sobirà Orde de Malta. Aquest fons documental hi fou dipositat arran de la guerra civil procedent de l'arxiu del desaparegut convent d'hospitalàries del carrer de Sant Gervasi de Cassoles, de Barcelona. Cal dir que l'Albió en certs moments passà a pertànyer a la Comanda de Granyena o bé a la de l'Ametlla-Cervera.